# 정책무력성 명제
정책무력성 명제(policy-ineffectiveness proposition)는 1975년 토머스 사전트와 닐 월리스(Neil Wallace)가 합리적 기대 이론에 기초하여 제안한 새로운 고전 이론으로, 통화 정책은 경제의 생산량과 고용 수준을 체계적으로 관리할 수 없다고 가정한다.
사전트와 월리스의 작업 이전에 거시 경제 모델은 주로 적응적 기대 가정에 기반을 두었다. 많은 경제학자들은 행위자가 반복적으로 체계적인 오류를 범할 수 있고 과거를 돌아보는 방식으로만 기대치를 수정할 수 있다고 가정하기 때문에 이것이 만족스럽지 않다는 것을 발견했다. 적응 기대 하에서 행위자는 정부가 예상 성장 수준 이상으로 통화 공급을 늘리는 정책을 발표하더라도 기대치를 수정하지 않다. 수정은 통화 공급이 증가한 후에만 이루어지며 그때에도 행위자는 점진적으로만 반응한다. 행위자가 인플레이션에 대한 기대가 틀렸다는 것을 발견한 각 기간에 행위자의 예측 오류의 일정 비율이 초기 기대에 통합된다. 따라서 경제의 균형은 수렴될 뿐 결코 도달하지 못할 것이다. 정부는 자연 수준 이상으로 고용을 유지하고 경제를 쉽게 조작할 수 있을 것이다.
행위자의 이러한 행동은 많은 경제학에서 가정하는 것과 반대이다. 경제학은 합리성 가정에 확고한 기반을 가지고 있기 때문에 사전트와 월리스는 거시 경제 이론에서 행위자가 만든 체계적 오류를 만족스럽지 못한 것으로 간주했다. 더 중요한 것은 이러한 행동이 1970년대의 스태그플레이션과 일치하지 않는 것처럼 보였다. 당시 높은 인플레이션은 높은 실업률과 일치했으며, 케인즈식 방식으로 경제를 적극적으로 관리하려는 정책입안자들의 시도는 대체로 역효과를 낳았다. 거시경제적 틀 내에서 합리적 기대를 적용할 때 정부가 생산량을 조작하려고 시도하면 경제에 성공적으로 개입할 수 없다는 정책무력성 명제를 제시했다. 정부가 생산량을 늘리기 위해 통화 팽창을 사용했다면 행위자는 그 효과를 예측할 것이고 그에 따라 임금과 물가 기대치가 상향 조정될 것이다. 실질 임금은 일정하게 유지될 것이고 따라서 생산도 마찬가지일 것이다.
이 모형은 광범위한 경제학자들로부터 비판을 받았다. 밀턴 프리드먼과 같은 일부는 합리적인 기대 가정의 타당성에 의문을 제기했다. 샌포드 그로스만(Sanford Grossman)과 조지프 스티글리츠는 행위자가 합리적인 기대를 형성할 수 있는 인지 능력을 가지고 있다 하더라도 그들의 행동이 다른 사람에게 자신의 정보를 공개하기 때문에 결과 정보로부터 이익을 얻을 수 없을 것이라고 주장했다. 따라서 행위자는 정보를 얻는 데 필요한 노력이나 비용을 소비하지 않으며 정부 정책은 계속 유효하다.
스탠리 피셔(1977)와 에드먼드 펠프스 및 존 B. 테일러(1977)는 근로자가 한 기간 이상 지속되는 명목 임금 계약에 서명하여 임금을 "고정"시킨다고 가정했다. 이 가정을 통해 모델은 정부 정책이 완전히 효과적이라는 것을 보여준다. 왜냐하면 근로자는 정책 변경의 결과를 합리적으로 기대하지만 임금 계약을 체결할 때 형성된 기대에 갇혀 있기 때문에 이에 대응할 수 없기 때문이다. 정부정책은 효과적으로 활용될 수 있을 뿐만 아니라 활용도 바람직하다. 정부는 행위자가 대응할 수 없는 경제의 확률론적 충격에 대응할 수 있으므로 생산과 고용을 안정시킬 수 있다.

## 참고 자료
- Barro, Robert J. (1977). “Unanticipated Money Growth and Unemployment in the United States”. 《American Economic Review》 67 (2): 101–115. JSTOR 1807224.
- Barro, Robert J. (1978). “Unanticipated Money, Output, and the Price Level in the United States”. 《Journal of Political Economy》 86 (4): 549–580. doi:10.1086/260699.
- Fischer, Stanley (1977). “Long-Term Contracts, Rational Expectations, and the Optimal Money Supply Rule” (PDF). 《Journal of Political Economy》 85 (1): 191–205. doi:10.1086/260551.
- Glick, Reuven; Hutchison, Michael (1990). “New Results in Support of the Fiscal Policy Ineffectiveness Proposition”. 《Journal of Money, Credit, and Banking》 22 (3): 288–304. doi:10.2307/1992561. JSTOR 1992561.
- Grossman, Sanford J.; Stiglitz, Joseph (1980). “On the Impossibility of Informationally Efficient Markets”. 《American Economic Review》 70 (3): 393–408.
- Heijdra, Ben J.; van der Ploeg, F. (2002). 《Foundations of Modern Macroeconomics》. Oxford: Oxford University Press. ISBN 978-0-19-877617-8.
- McCallum, Bennett T. (1979). “The Current State of the Policy-Ineffectiveness Debate”. 《American Economic Review》 69 (2): 240–245.
- Phelps, Edmund S.; Taylor, John B. (1977). “Stabilizing Powers of Monetary Policy under Rational Expectations”. 《Journal of Political Economy》 85 (1): 163–190. doi:10.1086/260550.
- Sargent, Thomas; Wallace, Neil (1975). “'Rational' Expectations, the Optimal Monetary Instrument, and the Optimal Money Supply Rule”. 《Journal of Political Economy》 83 (2): 241–254. doi:10.1086/260321.
- Sargent, Thomas; Wallace, Neil (1976). “Rational Expectations and the Theory of Economic Policy” (PDF). 《Journal of Monetary Economics》 2 (2): 169–183. doi:10.1016/0304-3932(76)90032-5.
- Sargent, Thomas (1987). 《Dynamic Macroeconomic Theory》 2판. Academic Press. ISBN 978-0-12-619751-8.